# De syv fjell

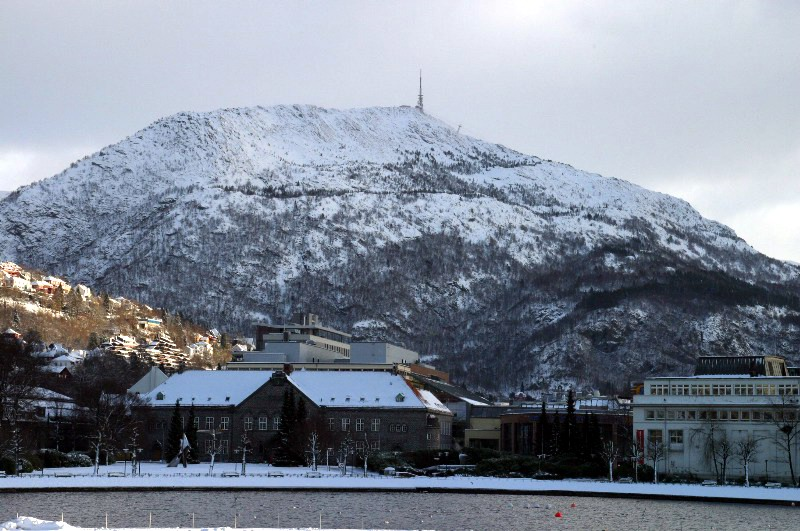
Najwyższy szczyt pasma – Ulriken

De syv fjell – wspólna nazwa dla szczytów otaczających miasto Bergen w Norwegii. Poszczególne z nich to:
- Ulriken
- Fløyen
- Rundemanen
- Blåmanen
- Sandviksfjellet
- Løvstakken
- Damsgårdsfjellet
- Lyderhorn
- Storevarden